# Saga Ryan
Tom Clancy a créé le personnage de Jack Ryan dès son premier roman Octobre rouge (1984), mais tous ses ouvrages ne sont pas consacrés à la vie de son célèbre héros.
Les romans relatant la vie de John Patrick Ryan (de son vrai nom) et de son univers forment ce que l'on peut appeler la saga Ryan.

## Romans classés par ordre de publication
1. Octobre rouge, Albin Michel, 1986 ((en) The Hunt For Red October, 1984)Traduction revue sous le titre À la poursuite d'Octobre rouge, Albin Michel, 1990. Réédition, Le Livre de poche coll. « Thriller » no 7547, 1989
2. Jeux de guerre, Albin Michel, 1988 ((en) Patriot Games, 1987)Réédition, Le Livre de poche coll. « Thriller » no 7575, 1991
3. Le Cardinal du Kremlin, Albin Michel, 1989 ((en) The Cardinal of the Kremlin, 1988)Réédition, Le Livre de poche coll. « Thriller » no 7586, 1992
4. Danger immédiat, Albin Michel, 1990 ((en) Clear and Present Danger, 1989)Réédition, Le Livre de poche coll. « Thriller » no 7597, 1993
5. La Somme de toutes les peurs, Albin Michel, 1991 ((en) The Sum of All Fears, 1991)Édité en français en deux volumes. Réédition, Le Livre de poche coll. « Thriller » no 7623, 1994
6. Sans aucun remords, Albin Michel, 1994 ((en) Without Remorse, 1993)Édité en français en deux volumes. Réédition, Le Livre de poche coll. « Thriller » no 7682, 1996
7. Dette d'honneur, Albin Michel, 1995 ((en) Debt of Honor, 1994)Édité en français en deux volumes. Réédition, Le Livre de poche coll. « Thriller » nos 17015 et 17016, 1997
8. Sur ordre, Albin Michel, 1997 ((en) Executive Orders, 1996)Édité en français en deux volumes. Réédition, Le Livre de poche coll. « Thriller » nos 17066 et 17067, 1999
9. Rainbow Six, Albin Michel, 1999 ((en) Rainbow Six, 1998)Édité en français en deux volumes. Réédition, Le Livre de poche coll. « Thriller » nos 17185 et 17186, 2001
10. L'Ours et le Dragon, Albin Michel, 2001 ((en) The Bear and The Dragon, 2000)Édité en français en deux volumes. Réédition, Le Livre de poche coll. « Thriller » nos 17224 et 17285, 2003
11. Red Rabbit, Albin Michel, 2003 ((en) Red Rabbit, 2002)Édité en français en deux volumes. Réédition, Le Livre de poche nos 37106 et 37107, 2005
12. Les Dents du tigre, Albin Michel, 2004 ((en) The Teeth of The Tiger, 2003)Réédition, Le Livre de poche coll. « Thriller » no 37154, 2006
13. Mort ou vif, Albin Michel, 2011 ((en) Dead or Alive, 2010)Écrit avec Grant Blackwood. Édité en français en deux volumes. Réédition, Le Livre de poche coll. « Thriller » nos 33039 et 33040, 2013
14. Sur tous les fronts, Albin Michel, 2014 ((en) Against All Ennemies, 2011)Écrit avec Peter Telep. Édité en français en deux volumes. Réédition, Le Livre de poche, 2016
15. Ligne de mire, Albin Michel, 2012 ((en) Locked On, 2011)Écrit avec Mark Greaney. Édité en français en deux volumes. Réédition, Le Livre de poche coll. « Thriller » nos 33344 et ̟̈33345, 2014
16. Cybermenace, Albin Michel, 2013 ((en) Threat Vector, 2012)Écrit avec Mark Greaney. Réédition, Le Livre de poche coll. « Thriller » no 33695, 2015
17. Chef de guerre, Albin Michel, 2015 ((en) Command Authority, 2013)Écrit avec Mark Greaney. Roman posthume. Édité en français en deux volumes. Réédition en livre de poche coll. Thriller n°34680 et 34681, 2017.

À noter que Jack Ryan n'apparaît que lors d'un très court passage enfant dans Sans aucun remords. Il est seulement mentionné dans Rainbow Six, et désigné par sa fonction ou son prénom. Sur tous les fronts cite Dom Caruso et le Campus ce qui permet de rattacher l'ouvrage à la série Ryan.

### Romans post-Clancy
Après le décès de Clancy, la série de Jack Ryan a été poursuivie par différents auteurs. Les romans portent désormais le nom de Tom Clancy dans leur titre : Tom Clancy Full Force and Effect, Tom Clancy Support and Defend, etc.
À l'exception de Commandant en chef et du Serment, ces livres n'ont pas été traduits en français.
- Support and Defend (en) (2014, Mark Greaney)
- Full Force and Effect (en) (2014, Mark Greaney)
- Under Fire (2015, Grant Blackwood)
- Commander in Chief (2015, Mark Greaney ; parution en français en deux volumes avec le titre Commandant en chef par Albin Michel en 2017)
- Duty and Honor (2016, Grant Blackwood)
- True Faith and Allegiance (2016, Mark Greaney ; parution en français en deux volumes avec le titre Le Serment par Albin Michel en 2020)
- Point of Contact (2017, Mike Maden)
- Power and Empire (2017, Marc Cameron)
- Line of Sight (2018, Mike Maden)
- Oath of Office (2018, Marc Cameron)
- Enemy Contact (2019, Mike Maden)
- Code of Honor (2019, Marc Cameron)
- Firing Point (2020, Mike Maden)
- Shadow of the Dragon (2020, Marc Cameron)
- Target Acquired (2021, Don Bentley)
- Chain of Command (2021, Marc Cameron)
- Zero Hour (2022, Don Bentley)
- Red Winter (2022, Marc Cameron)
- Flash Point (2023, Don Bentley)
- Command and Control (2023, Marc Cameron)
- Act of Defiance (à venir pour 2024, Brian Andrews & Jeffrey Wilson)

## Romans classés dans l'ordre chronologique de la saga Ryan
L'ordre d'apparition des romans ne correspond pas à leur ordre chronologique. Il arrive que l'auteur reprenne le passé de ses héros, Jack Ryan ou John Clark.
Voici les romans remis dans l'ordre correspondant à la chronologie de la saga Ryan :
- Sans aucun remords : le passé de John Clark, où le jeune Jack Ryan y fait une brève apparition.
- Jeux de guerre : les débuts de Jack à la CIA.
- Red Rabbit : Jack prend ses quartiers avec sa famille en Grande-Bretagne.
- Octobre rouge : Jack est de retour à Langley.
- Le Cardinal du Kremlin : Jack passe quelque temps à l'étranger, notamment à Moscou.
- Danger immédiat : à la mort de son mentor, Jack devient directeur adjoint aux renseignements.
- La Somme de toutes les peurs : Jack est pratiquement directeur de la CIA.
- Dette d'honneur : Jack devient conseiller à la Sécurité Nationale auprès du président.
- Sur ordre : Jack, devenu vice-président, succède au Président des États-Unis à la mort de celui-ci.
- Rainbow Six : décrit la vie d'une unité spéciale antiterrorisme créée par le président Ryan.
- L'Ours et le Dragon : Jack en est à son second mandat de président.
- Les Dents du tigre : le protagoniste de l'histoire est John Patrick Ryan, Jr., le fils de Jack.
- Mort ou vif : la suite du précédent ouvrage ; Jack Junior et Senior y sont présents, mais le premier y tient une plus grande place.
- Sur tous les fronts : Apparition d'un nouveau personnage Max Moore, les Ryan n'y sont pas cités, seule la temporalité et l'évocation du Campus permet de situer la série dans le Ryanverse
- Ligne de mire : Jack Ryan pour sa réélection, son fils Jack Ryan, Jr. et John Clark.
- Cybermenace : Jack Ryan de nouveau Président face aux attaques informatiques de la Chine.
- Chef de guerre : Retour sur l'histoire, avec Jack Ryan au temps de la guerre froide, et Président face à la montée de tensions en Crimée. Jack Junior enquête dans le monde financier.
- Commandant en chef : Jack Ryan Senior, Président face à la montée en puissance russe et un enchainement d'événements terroristes. Jack Junior est une cible et va devoir composer avec la menace.